# Черемиска (приток Вола)

Черемиска — река в России, протекает в Ветлужском районе Нижегородской области. Устье реки находится в 50 км по правому берегу реки Вол. Длина реки составляет 11 км.
Река берёт начало у нежилой деревни Черемиска в 8 км к юго-востоку от посёлка имени Калинина. Течёт на северо-восток, на реке стоит деревня Новопокровское.

## Данные водного реестра
По данным государственного водного реестра России относится к Верхневолжскому бассейновому округу, водохозяйственный участок реки — Ветлуга от города Ветлуга и до устья, речной подбассейн реки — Волга от впадения Оки до Куйбышевского водохранилища (без бассейна Суры). Речной бассейн реки — (Верхняя) Волга до Куйбышевского водохранилища (без бассейна Оки).
По данным геоинформационной системы водохозяйственного районирования территории РФ, подготовленной Федеральным агентством водных ресурсов:
- Код водного объекта в государственном водном реестре — 08010400212110000042499
- Код по гидрологической изученности (ГИ) — 110004249
- Код бассейна — 08.01.04.002
- Номер тома по ГИ — 10
- Выпуск по ГИ — 0